# Bennenrode
Bennenrode ist eine Wüstung in der Gemeinde Ebersburg im Landkreis Fulda.

## Geschichte
Die Wüstung liegt auf dem Gebiet des ehemaligen Amt Weyhers. Die genaue Lage und auch der Zeitpunkt und Grund des wüst werdens sind nicht bekannt. Das Kloster Fulda besaß dort um das Jahr 1000 zwölf Huben.
Der Ort fand nur einmal Erwähnung im Jahr 1000 zusammen mit Leimbach (?) und Sanzenrode im Codex Eberhardi.